# Esves-le-Moutier
Esves-le-Moutier – miejscowość i gmina we Francji, w Regionie Centralnym, w departamencie Indre i Loara.
Według danych na rok 1990 gminę zamieszkiwało 156 osób, a gęstość zaludnienia wynosiła 15 osób/km² (wśród 1842 gmin Regionu Centralnego Esves-le-Moutier plasuje się na 981. miejscu pod względem liczby ludności, natomiast pod względem powierzchni na miejscu 1127.).